# GNU Debugger
Pour les articles homonymes, voir GDB.
 (septembre 2012).
Si vous disposez d'ouvrages ou d'articles de référence ou si vous connaissez des sites web de qualité traitant du thème abordé ici, merci de compléter l'article en donnant les références utiles à sa vérifiabilité et en les liant à la section « Notes et références ».
GNU Debugger, également appelé GDB, est le débogueur standard du projet GNU. Il est portable sur de nombreux systèmes type Unix et fonctionne pour plusieurs langages de programmation, comme le C, C++, Fortran, Ada, Objective-C, et le Go. Il fut écrit par Richard Stallman en 1988. GDB est un logiciel libre, distribué sous la licence GNU GPL.

## Histoire
GDB a été écrit en premier par Richard Stallman en 1986 en parallèle de son système GNU, après que GNU Emacs ait été considéré comme « raisonnablement stable ». GDB est un logiciel libre sorti sous Licence publique générale GNU (GPL). Il s'inspire du débogueur DBX, qui faisait partie de la distribution Unix de Berkeley.
De 1990 à 1993 il a été maintenu par John Gilmore. Maintenant, il est maintenu par le comité de direction GDB qui a été créé par la Free Software Foundation.

## Caractéristiques
GDB fonctionne sur de nombreuses architectures de processeur différentes, et permet le débogage distant (par l'intermédiaire d’une liaison série ou d’une connexion IP) d’applications tournant sur une plateforme cible distincte de la plateforme de développement. Ceci éventuellement sur deux types de processeurs différents.
GDB permet de déboguer un programme en cours d’exécution (en le déroulant instruction par instruction ou en examinant et modifiant ses données), mais il permet également un débogage post-mortem en analysant un fichier core qui représente le contenu d’un programme terminé anormalement.

## Interfaces utilisateur
L’interface de GDB est une simple ligne de commande, mais il existe des applications frontales qui lui offrent une interface graphique beaucoup plus conviviale. L’utilitaire ddd par exemple permet de cliquer sur une ligne de code directement dans le listing pour y placer un point d’arrêt alors que GDB seul nécessite la saisie du numéro de ligne. GDB est souvent invoqué en arrière-plan par les environnements de développement intégré comme Eclipse.

## Débogage à distance
GDB offre un mode « distant » qui peut être souvent utilisé lors d'un débogage sur des systèmes intégrés. L’opération à distance correspond au moment où GDB s’exécute sur un ordinateur et que le programme en cours de débogage s’exécute sur un autre ordinateur. GDB peut également communiquer avec le « stub » distant qui comprend le protocole GDB via un périphérique série ou via le protocole TCP/IP. Un programme de remplacement peut être créé en liant aux fichiers de raccord appropriés fournis avec GDB, qui implémentent le côté cible du protocole de communication. Il est également possible d'utiliser gdbserver pour déboguer le programme à distance sans avoir à le modifier.
KGDB utilise également le même mode pour déboguer un noyau Linux en cours d’exécution au niveau source avec gdb. Avec KGDB, les développeurs de noyau peuvent déboguer un noyau de la même manière qu’ils déboguent des programmes d’application. Il permet de placer des points d'arrêt dans le code du noyau, de parcourir le code et également d'observer des variables. Sur certaines architectures où les registres de débogage matériel sont disponibles, il est possible de définir des points de contrôle qui déclenchent des points d'arrêt lorsque des adresses de mémoire spécifiées sont exécutées. KGDB nécessite un ordinateur supplémentaire connecté à l’ordinateur pour être débogué à l’aide d’un câble série ou Ethernet. Sur le système d'exploitation FreeBSD, il est également possible de déboguer en utilisant l'accès direct à la mémoire Firewire.